# Histioea amazonica
Histioea amazonica är en fjärilsart som beskrevs av Butler 1876. Histioea amazonica ingår i släktet Histioea och familjen björnspinnare. Inga underarter finns listade i Catalogue of Life.